# 马尔康鹿蹄草
马尔康鹿蹄草（学名：Pyrola markonica）为鹿蹄草科鹿蹄草属下的一个种。

## 扩展阅读
- 維基物種上的相關：马尔康鹿蹄草